# Systat (protocol)
Systat o els Active Users és un protocol d'Internet senzill ostensiblement útil per a "curar errors i mesurar". Una connexió al port 11, per TCP o per UDP, elicita una llista d'usuaris actualment registrats al sistema. Encara que queda un protocol d'Internet oficial, el seu ús és considerat una vulnerabilitat de seguretat.